# 松洪長臀鮠
松洪長臀鮠為輻鰭魚綱鯰形目長臀鮠科的其中一種，為熱帶淡水魚，分布於亞洲越南淡水流域，棲息在底層水域，生活習性不明。